# Quintela de Azurara
Quintela de Azurara is een plaats (freguesia) in de Portugese gemeente Mangualde en telt 580 inwoners (2001).